# Ione Cabrera
Ione Agonay Jiménez Cabrera (ur. 13 października 1985 w Las Palmas de Gran Canaria) – hiszpański piłkarz grający na pozycji obrońcy w FC Admira Wacker Mödling.

## Kariera klubowa
Od początku kariery reprezentował UD Las Palmas. W 2005 został włączony do pierwszej drużyny. W styczniu 2008 został wypożyczony do Osasuny, ale grał tylko w zespole rezerw. W sierpniu 2009 trafił na kolejne wypożyczenie, tym razem do Jerez Industrial CF. Jeszcze w tym samym roku przeszedł do Rheindorf Altach. W maju 2011 podpisał dwuletni kontrakt z SV Grödig. W lutym 2013 przedłużył kontrakt z klubem do końca maja 2015. W czerwcu 2015 przeszedł do LASK Linz.